# شيخان عبد الله الحبشي

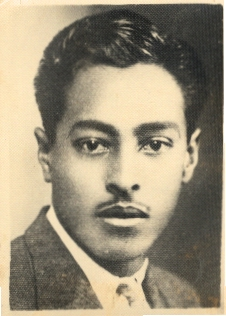

شيخان عبد الله أبو بكر الحبشي، ينتمي إلى آل الحبشي المعروفين في شبام حضرموت الواقعة جنوب شبه جزيرة العرب، من رواد الحركة السياسية في جنوب اليمن خلال القرن العشرين. ولد في جاكرتا، إندونيسيا، في عام 1920 م. حيث نزح والده من حضرموت إلى إندونيسيا في مستهل القرن العشرين المنصرم. ولكنه أعاد أولاده ومن ضمنهم شيخان مع معظم أفراد أسرته في عام 1931 م في هجرة العودة إلى الوطن للاستقرار

## الدراسة
- جاكرتا : مدرسة الجالية العربية (مدرسة جمعية خير)، الابتدائية.
- صنعاء : 1931 – 1936 م، مدرسة دار الأيتام، تكملة الابتدائية. وكان من رفاق صفه كل من المشير عبد الله السلال والشهيد أحمد حسن الحورش والأستاذ أحمد حسن المروني والأستاذ حسن العمري.
- بغداد : 1936 – 1942 م، المتوسطة والثانوية والجامعية، حيث أرسلته أسرته للدراسة في بغداد مع أخوته وأبناء عمه ونال في نهايتها شهادة ليسانس (إجازة) الحقوق باللغة العربية من كلية الحقوق بجامعة بغداد. وقد اجتاز الدراسة الثانوية في سنة واحدة فقط لحدة ذكائه.
- كراتشي : 1952 – 1953 م، معادلة دراسة الحقوق باللغة الإنجليزية من كلية الحقوق بجامعة كراتشي، باكستان. حيث رفضت السلطات البريطانية مزاولته للمحاماة في عدن إلا باللغة الإنجليزية.

### الدراسة: معلماً
- بغداد : 1942 – 1946 م، المدارس المتوسطة والثانوية. حيث اضطرته ظروف الحرب العالمية الثانية وتقطع المواصلات للبقاء في بغداد ومزاولة مهنة التدريس بها بعد أن تلقى العلم منها.
- تريم : 1946 – 1949 م، مدرسة الكاف الأهلية بحضرموت. حيث تولى إقامتها وإدارتها إضافة إلى التدريس فيها. وقد أخرجت هذه المدرسة صفوة من خيرة الشباب الذين احتلوا فيما بعد مراكز رفيعة في شتى المجالات.
- عدن : 1949 – 1951 م، المدارس المتوسطة والثانوية.

## أبرز المهام والمنجزات
- رفاق النضال - 1946 م : عندما أنهى دراسته وقبل أوبته إلى الوطن، عرج على القاهرة، حيث التقى فيها بزميل كفاحه طيب الذكر محمد علي الجفري، الذي توثقت صلاته به فيما بعد والتصق اسميهما معاً إلى أن تغمد الله برحمته السيد الجفري في عام 1980 م. كما التقى في عدن برواد حركة التحرير اليمني، الأستاذ أحمد محمد نعمان والشهيد محمود الزبيري وسيف الحق إبراهيم والبراق والحورش. وكانت مشاركته لهم فعالة ونشطة حيث انتدب للذهاب إلى صنعاء كي يتحرى ويمهد للقيام بالثورة. وهناك التقى بالفضيل الورتيلاني والقائد جمال جميل وغيرهما من قادة الحركة. وعندما أخفقت هذه المحاولة عاد إلى تريم.
- سكرتارية لجنة الوحدة الحضرمية في تريم بحضرموت.
- سكرتارية لجنة المطالبة بحقوق الشعب في حضرموت.
- سكرتارية رابطة الجنوب العربي في عدن، منذ بدء تأسيسها عام 1950 م وحتى وفاته عام 1995 م. حيث كان ضمن بُـناتها ومؤسسيها مع السيد محمد علي الجفري وبقية رفاقهم، وهو أول حزب سياسي عربي يرفع شعار التحرر من الاستعمار البريطاني.
- مزاولة المحاماة في عدن لمدة 3 سنوات، 1953 – 1956 م. وفي هذه السنوات، شهدت عدن ميلاد حركة التحرر الوطني التي ألهبت فيها خُـطبـه الحماسية ونشاطه المفرط أبناء الجنوب كي يهبوا للمشاركة في دحر الاستعمار.
- إعلان أول مطالبة باستقلال الجنوب العربي، 1956 م.
- إعلان بطلان معاهدات الحماية والاستشارة في الجنوب وكان حينذاك في أجازه بالقاهرة. على أثر ذلك، قرر الحاكم البريطاني في عدن منعه من العودة إليها.
- تأسيس مكتب الجنوب العربي في القاهرة، مثل الرابطة فيها خلال الأعوام 1956 – 1964 م. ومن موقعه الجديد لم يتوانى في إبراز القضية التي نذر حياته لها وفي الدعوة إليها ودعمها من شتى المنابر والمحافل التي زخرت بها القاهرة في تلك الفترة التي كانت تمور بحركات التحرر في جميع أنحاء الوطن العربي.
- عرض قضية الجنوب لأول مرة أمام لجنة تصفية الاستعمار التابعة للأمم المتحدة عدة مرات، ممثلاً عن الرابطة عام 1966 م. وأسفرت مجهوداته، مع الآخرين فيما بعد، عن صدور قرار يفرض على بريطانيا إنهاء استعمارها للجنوب وإقامة حكومة رعاية فيها، تمهيداً لإجراء انتخابات عامة تحت إشراف الأمم المتحدة ومن ثم تسليم سلطات الحكم وحقوق السيادة إلى شعب الجنوب. لكن الأحزاب الأخرى قاطعت اللجنة التي وصلت إلى عدن، والمرسلة من قبل الجمعية العامة للأمم المتحدة، مما أدى إلى عودة هذه اللجنة دون تحقيق الثمرة التي ناضلت من اجلها الرابطة طوال الأعوام المنصرمة.
- محاولة اغتيال – 1967 م : على سبيل الكيد للحركة الوطنية، سلمت بريطانيا السلطة إلى إحدى الجبهات المتصارعة على الحكم أثناء الحرب الأهلية الضروس التي أكلت الأخضر واليابس، والتي استنكفت الرابطة أن تنحدر إلى مستواها الوضيع، وأن تشارك في قتال أبناء الوطن الواحد. فما كان من هذه الجبهة التي اشتهرت بلجوئها إلى القمع المعنوي والتصفيات الجسدية لمعارضيها إلا أن دست له قنبلتين داخل سيارته في محاولة لاغتياله، ولكنه نجا منهما بمعجزه. عندها أيقن أن لا أمان له في وطنه، فغادره وجنانه معلق به. وعاش في المنفى متابعاً أخبار الوطن ومتسقطاً لأخباره من وسائل الإعلام المختلفة ومتـنسماً لعبـيره مع الهاربين من بطش الحزب الحاكم.
- تعين عضواً في الجبهة الوطنية المتحدة، وذلك بالاتفاق مع الرابطة.
- اختير نائباً للامين العام في التجمع القومي للقوى الوطنية في الجنوب اليمني، وهو تجمع يضم كـلٌّ من الرابطة والجبهة الوطنية وجبهة الوحدة اليمنية.
- عودة مبتسرة – 1994 م: عندما دعاه الحزب الحاكم للعودة إلى عدن، استبشر خيراً وقام بجولة في ربوع الجنوب من أقصاه إلى أدناه وهو يُـمنِّـي النفس باستراحة أخيرة للمحارب، يقوم فيها بالمشاركة في نهوض الوطن من عثرته التي ناءت بثقلها لأكثر من 20 عاماً. ولكن بمجرد مغادرته له، نمى إلى علمه الحرب الناشبة بين اليمنَـين، والتي حاول تجنب حدوثها خلال سنوات نضاله المرير. فما كان منه إلا أن أصيب بنكسة مرضية كانت تزداد وطأتها عليه كلما سمع أخبار القتال الدائر بين الأشقاء. وظل يصارع المرض العضال لمدة تناهز العامين، حتى فاضت روحه إلى بارئها في 28 / 10 / 1995 م.
- من منجزاته أيضاً : ولد يعمل كمهندس اتصالات في الخطوط السعودية اسمه همام وابنة تعيش خارج الوطن.[1]